# Chilo flavirufalis
Chilo flavirufalis là một loài bướm đêm trong họ Crambidae.